# アダ・ベレス
アダ・ベレス（Ada Velez、1970年9月15日 - ）は、プエルトリコのプロボクサー。初代IBF女子世界ジュニアフェザー級王者。

## 来歴
1999年8月21日、米国・フロリダ州にてジョセリン・フォンタニージャ戦でデビュー。3回TKOで勝利。
以降6戦全勝で2001年1月19日にキャシー・ウィリアムズと空位のIBA女子世界バンタム級王座を争い、判定で初タイトル奪取。
11月16日、メアリー・オルテガと初代WIBA世界ライトフェザー級王座を争い、判定で2階級制覇。
しかし、2002年6月21日にメリッサ・デル・バジェに敗れWIBA王座初防衛に失敗。
2003年にノンタイトルで再起を果たした後、6月28日にデリア・ゴンザレスと初代WIBA世界バンタム級王座を争い勝利して王座獲得。
10月30日、リサ・ブラウンと引き分け初防衛。
2004年1月17日、アニータ・クリステンセン相手に敵地デンマークでWIBA王座2度目の防衛と空位のWIBF王座を懸けて挑むが敗れる。その後長期欠場。
2007年8月10日、ジェリ・サイチェス戦で復帰するも敗戦。9月21日のジャッキー・チャベス戦で復帰初勝利。
2007年11月24日、カーシャ・チャンブリンと空位のIBAライトフェザー級王座を争い、王座返り咲きを果たすが、またしても長期欠場。
2010年1月21日、カリーシャ・ウェスト戦で復帰し引き分け。
3月31日、コスタリカでメリンダ・クーパーと初代IBF女子ジュニアフェザー級王座を争い、2-1判定で王座獲得。しかし、僅差判定だったため、ダイレクトリマッチに。
11月20日、ラスベガスでのダイレクトリマッチを2-0判定で制して初防衛。
2012年3月24日、敵地ドミニカ共和国でケイティ・ウィルソン・カスティーヨと対戦するが、0-3判定で敗れ王座陥落。
2013年1月24日、ジェシカ・ラーコーツィと空位のWIBA王座を争うが、0-3判定負け。

## 戦績
- プロボクシング: 28戦 20勝 6KO 5敗 3分け

## 獲得タイトル
- IBA女子世界バンタム級王座
- 初代WIBA世界ライトフェザー級王座
- 初代WIBA世界バンタム級王座
- 初代IBF女子世界ジュニアフェザー級王座